# Qi xiao fu
Qi xiao fu (七小福), estrenada internacionalment com Painted Faces, és una pel·lícula dramàtica i biogràfica de Hong Kong del 1988 coescrita i dirigida per Alex Law i protagonitzada per Sammo Hung com el seu mentor, el mestre Yu Jim-yuen de l'Acadèmia de Drama de la Xina. Per la seva interpretació com a mestre Yu, Hung va guanyar el seu segon Premi de Cinema de Hong Kong al millor actor als 8ns Premis de Cinema de Hong Kong. La pel·lícula va ser seleccionada com a entrada de Hong Kong per al Millor pel·lícula en llengua estrangera als Premis Oscar de 1989, però no va ser acceptada com a nominada.
El títol xinès fa referència a les Set Petites Fortunes, que inclou Hung, Yuen Biao, Jackie Chan i els seus companys d'òpera, que més tard es van fer populars a la indústria cinematogràfica de Hong Kong. La pel·lícula se centra en el mestre Yu i els seus mètodes per educar els seus protegits.

## Repartiment
- Sammo Hung com a Mestre Yu
- Lam Ching-ying com a Wah
- Cheng Pei-pei com a Ching
- John Shum com a Stagehand (aparició de convidat)
- Wu Ma com a director de cinema (aparició com a convidat)
- Mary Li com a mare de Cheng Lung (aspecte de convidat)
- Chung Kam-yuen com l'adolescent Samo
  - Yeung Yam-yin com el jo infantil
- Cheung Man-pulmon com a adolescent Cheng Lung
  - Siu Ming-fui com a Child Cheng Long
- Joseph Koo com a nen Yuen Biao
  - Wong Kim-wai com l'adolescent Yuen Biao

## Recepció
Marc Savlov d'Austin Chronicle va donar a la pel·lícula 3½ estrelles de 5 i va dir que: "Tot i que la pel·lícula es queda una mica endarrerida a la seva segona meitat [...], Painted Faces segueix sent una porció encantadora i magníficament lents. de la història de Hong Kong, i sens dubte un que cap fan de Jackie Chan/Samo Hung/Yuen Biao hauria de deixar passar."

## Rexoneixements
| Premis i nominacions              | Premis i nominacions         | Premis i nominacions                                            | Premis i nominacions |
| Cerimònia                         | Categoria                    | Receptor                                                        | Resultat             |
| --------------------------------- | ---------------------------- | --------------------------------------------------------------- | -------------------- |
| 8ns Premis de Cinema de Hong Kong | Millor pel·lícula            | Painted Faces                                                   | Nominat              |
| 8ns Premis de Cinema de Hong Kong | Millor director              | Alex Law                                                        | Nominat              |
| 8ns Premis de Cinema de Hong Kong | Millor actor                 | Sammo Hung                                                      | Guanyador            |
| 8ns Premis de Cinema de Hong Kong | Millor guió                  | Alex Law, Mabel Cheung                                          | Nominat              |
| 8ns Premis de Cinema de Hong Kong | Millor fotografia            | David Chung                                                     | Guanyador            |
| 8ns Premis de Cinema de Hong Kong | Millor muntatge              | Kwong Chi-leung, Yu Tun                                         | Nominat              |
| 25ns Premis de Cinema Cavall d'Or | Millor pel·lícula            | Painted Faces                                                   | Guanyador            |
| 25ns Premis de Cinema Cavall d'Or | Millor director              | Alex Law                                                        | Guanyador            |
| 25ns Premis de Cinema Cavall d'Or | Millor actor                 | Sammo Hung                                                      | Nominat              |
| 25ns Premis de Cinema Cavall d'Or | Millor actor secundari       | Lam Ching-ying                                                  | Nominat              |
| 25ns Premis de Cinema Cavall d'Or | Millor guió original         | Alex Law, Mabel Cheung                                          | Guanyador            |
| 25ns Premis de Cinema Cavall d'Or | Millor muntatge              | Kwong Chi-leung, Yu Tun                                         | Guanyador            |
| 25ns Premis de Cinema Cavall d'Or | Millor banda sonora original | Lowell Lo                                                       | Guanyador            |
| 25ns Premis de Cinema Cavall d'Or | Millor disseny de so         | Shaw Brothers Recording Studio, Golden Studios, Tsui Ping-kwong | Guanyador            |